# Butte City
Ne doit pas être confondu avec Butte (Montana).
Butte City est une ville américaine située dans le comté de Butte en Idaho.

## Démographie
| 1960 | 1970 | 1980 | 1990 | 2000 | 2010 |
| ---- | ---- | ---- | ---- | ---- | ---- |
| 104  | 42   | 93   | 59   | 76   | 74   |

Selon le recensement de 2010, Butte City compte 74 habitants. La municipalité s'étend sur 0,16 mille carré (0,41 km2).